# Pakistan na Letnich Igrzyskach Olimpijskich Młodzieży 2010
Pakistan na Letnich Igrzyskach Olimpijskich Młodzieży 2010 w Singapurze reprezentowało 19 sportowców w 4 dyscyplinach.

## Skład kadry

### Hokej na trawie
Drużyna chłopców:  srebrny medal
- Mazhar Abbas
- Muhammad Rizwan
- Muhammad Adnan
- Syed Kashif Shah
- Muhammad Sultan Amir
- Adnan Shakoor
- Muhammad Amir Ashiq
- Ali Shan
- Muhammad Usman Aslam
- Muhammad Sohaib
- Ali Hassan Faraz
- Muhammad Suleman
- Muhammad Irfan
- Muhammad Umair
- Muhammad Arslan Qadir
- Ahmed Zubair

### Pływanie
- Ghulam Muhammad - 100 m st.dowolnym - 51 miejsce w kwalifikacjach (1:02.68)

### Podnoszenie ciężarów
- Irfan Butt

### Taekwondo
- Maham Aftab